# L'ora di tutti
L'ora di tutti è un romanzo della scrittrice italiana Maria Corti, pubblicato nel 1962, ispirato alle vicende della battaglia di Otranto, con la quale i Turchi espugnarono nel 1480 la città salentina.

## Trama
Ogni capitolo costituisce un racconto a sé stante e segue le vicende del personaggio di cui porta il nome; i racconti sono disposti in ordine cronologico e ciascuno rappresenta una diversa fase della battaglia di Otranto, dall'arrivo dei Turchi all'assedio, dal martirio degli idruntini alla liberazione e alla rinascita della città. Ogni racconto è narrato in prima persona dal rispettivo protagonista, ed è legato agli altri da personaggi e situazioni ricorrenti.
- Capitolo 1: Colangelo pescatore: Colangelo è un povero pescatore che fatica a procacciare cibo per moglie e figlio. Dalle rive del porto, dove sta pescando, assiste allo sbarco dei turchi; successivamente, quando la città viene assediata, l'uomo si arruola come sentinella a difesa delle mura. Morirà per difendere Otranto e la sua famiglia.
- Capitolo 2: Francesco Zurlo: è il governatore reale, che rimpiange la vita a Napoli e mal sopporta di dover rimanere a Otranto; tuttavia, quando è chiamato a difendere la città assediata, adempie al suo dovere con abnegazione e forza d'animo. Zurlo descrive con minuzia le fasi della battaglia, lo sfondamento delle difese da parte dei turchi e il conseguente eccidio, durante il quale troverà la morte.
- Capitolo 3: Idrusa: Idrusa è la giovane vedova di un pescatore otrantino. Ragazza "selvaggia", come la definiscono i suoi concittadini, si concede uno scandaloso amore con un giovane ufficiale, che termina in maniera tragica quando l'uomo viene massacrato dai turchi. Durante l'assedio, mentre si rifugia col resto del popolo nella cattedrale, assiste all'assassinio del vescovo: per salvare un bambino dalla violenza di un turco si offre al suo posto, ma quando il carnefice tenta di violentarla preferisce uccidersi.
- Capitolo 4: Nachira: è un altro pescatore, che muore decapitato insieme agli altri Martiri di Otranto; egli descrive la salita al Colle della Minerva, lo stato d'animo dei suoi compagni e il persistente rifiuto di abiurare alla fede cristiana.
- Capitolo 5: Aloise de Marco: Aloise è un giovane militare che si ritrova a entrare nella città un anno dopo l'assedio, quando essa viene liberata dalle truppe di Alfonso d'Aragona; il soldato racconta la rinascita della città, evidenziandone la forza e la resilienza.

## Inesattezze storiche
Nell'opera si riscontrano errori e incongruenze storiche:
- Nel capitolo dedicato a Francesco Zurlo si descrive l'incontro tra il Castellano di Trani, lo spagnolo Giovanni Antonio de Foxa, e il capitano, mentre questi si recava a prendere possesso della piazza di Otranto. L'episodio però non può essere avvenuto in quanto nel 1480 il de Foxa era già caduto in disgrazia (e forse perfino morto) da quasi un ventennio. Inoltre Giovannello Zurlo, figlio di Francesco nel libro viene visto come un ragazzino capriccioso: in realtà all'epoca della battaglia aveva già ventidue anni e nella difesa della città fu posto a capo di 300 fanti[1]. Infine, si fa solo un rapido cenno a Giovanni Antonio Delli Falconi, che nella realtà coadiuvò Zurlo nella difesa di Otranto.
- Il pescatore Colangelo dice di aver visto dei tacchini, animali che sarebbero stati importati in Europa solo dopo la scoperta dell'America avvenuta nel 1492.
- Nel capitolo dedicato a lei, Idrusa coglie dei pomodori: anche in questo caso il pomodoro non poteva essere presente a Otranto prima della scoperta dell'America, così come altre specie vegetali citate nel romanzo.
- I pesi vengono valutati in chilogrammi (kg), ma tale unità di misura sarebbe stata introdotta soltanto alcuni secoli dopo.
- Nel romanzo si allude all'infallibilità del sommo pontefice, alla tela come supporto pittorico e all'impiego di fuochi pirotecnici in una festività religiosa, tutte usanze diffusesi in epoche successive al periodo di ambientazione della storia.